# Domenico Flabanico
Domenico Flabanico, död 1043, var en venetiansk doge. Han var regerande doge av Venedig 1032–1041. 